# Sarah Tondé
Sarah Tondé (Alto Volta, (en la actualidad Burkina Faso), 30 de octubre de 1983) es una exatleta burkinesa.
Representó su país en los Juegos Olímpicos de Sídney 2000, terminó la carrera en la octava posición. Fue la abanderada durante la ceremonia de apertura de dichos Juegos. Compitió en las carreras de 100 y 200 metros.
Sus récords personales (11.56 s en la carrera de 100 metros y 23.34 en la de 200 metros) son los actuales récords femeninos de Burkina Faso.
En 2002 entrenó en el Sambre et Meuse Athlétique Club en Namur, Bélgica.